# Friedrich Rosen
Ne pas confondre avec l'orientaliste Friedrich August Rosen (de) (1805-1837), oncle paternel de Friedrich Rosen.
Friedrich Rosen est un diplomate, orientaliste et homme politique allemand, né le 30 août 1856 à Leipzig (Royaume de Saxe) et mort le 26 novembre 1935 à Pékin (Chine).
Il est ministre des Affaires étrangères en 1921. Il est aussi connu pour sa traduction en allemand des Rubaiyat d'Omar Khayyam qui a connu plusieurs éditions.

## Biographie
Né à Leipzig en 1856, Friedrich Rosen passe une grande partie de sa jeunesse à Jérusalem où son père, Georg Rosen (1820-1891), est consul. Il apprend l'anglais, l'arabe, le turc ; l'anglais presque comme seconde langue maternelle parce que sa mère est née en Angleterre et aime parler en anglais avec ses enfants (aussi, un de ses camarades ne parle que l'anglais). Il vit à Jérusalem jusqu'en 1867, puis il va à des écoles à Schnepfenthal, Bonn et Detmold.
Il fait des études des langues orientales à Berlin, Leipzig, Göttingen et Paris. En 1887, il devient enseignant en hindoustani au nouveau séminaire pour les langues orientales (Seminar für Orientalische Sprachen) à Berlin. Sa thèse de doctorat est publiée en 1892. Il entre dans le service de l'office des Affaires étrangères de l'Allemagne en 1890. Après des stations à Beyrouth (1890), à Téhéran (1891-1898) et à Bagdad (1898), où il fonde le consulat allemand, il est nommé consul de Jérusalem en 1899.
En 1901, il est accepté dans la branche diplomatique (politique) de l'office des Affaires étrangères. En l'automne de 1904, on lui confie de diriger une mission diplomatique en Éthiopie, pendant laquelle, en 1905, il signe un accord commercial avec le roi Menelik II. Il devient ministre plénipotentiaire à Tanger (en 1905), à Bucarest (en 1910), puis à Lisbonne (en 1912). En 1916, après qu'il doit quitter le Portugal à cause de l'entrée du Portugal dans la Première Guerre mondiale et la déclaration de guerre allemande au Portugal, il est envoyé à La Haye comme ministre plénipotentiaire. Il opère avec succès pour la neutralité des Pays-Bas. Lors de son séjour à La Haye, l'empereur allemand Guillaume II est exilé en Hollande.
En mai 1921, il est nommé ministre des Affaires étrangères, poste qu'il occupe seulement jusqu'en octobre 1921 quand il démissionne avec le gouvernement pour protester contre le partage de la Haute-Silésie.
En 1935, à l'âge de 79 ans, il entreprend un voyage en la Chine pour visiter son fils Georg qui est alors un diplomate à Pékin. Là, il meurt le 26 novembre 1935.

## Intérêt pour la Perse
Friedrich Rosen montre un intérêt spécial pour la culture perse. En 1887, il approfondit sa connaissance du persan pendant un voyage du golfe Persique à la mer Caspienne ; il lit également le journal personnel de Nasseredin Shah. Il publie un guide pratique du persan intitulé Shumā Fārsī härf mīzänīd (Parlez vous persan ?). Lors de son séjour prolongé à Téhéran, autour de lui et de sa femme Nina (1863-1956), une pianiste avec laquelle il s'est marié à Londres en 1888, il se forme un cercle culturel et savant.
Sa traduction des quatrains de Omar Khayyam jouit d'un succès soutenu. La première édition étant de 1909, elle est améliorée plusieurs fois et réédite plus de dix fois jusqu'à 2012. Rosen a également publié deux éditions en persan et une étude sur la tradition textuelle de cette œuvre.
En 1932, pour l'anniversaire de Goethe, il donne une conférence en persan enregistrée sur de disques phonographiques qui sont ensuite envoyés à Téhéran.

## Œuvres
- Shumā Fārsī härf mīzänīd?, 1890 (traduit en anglais comme "Modern Persian Colloquial Grammar", 1898)
- Die Indarsabhā des Amānat. ein Beitrag zur Kenntnis der Hindustani-Litteratur, Leipzig, Brockhaus, 1892 (thèse de doctorat)
- "Die Sinnsprüche Omars des Zeltmachers = Rubaijat-I-Omar-I-Khajjam. Aus dem Persischen übertragen von Friedrich Rosen". Stuttgart u.a., Deutsche Verlagsanstalt, 1909 (plusieurs éditions 1912, 1914, 1919, 1922, Insel Verlag 1929, Marix Verlag 2008, epubli 2010)
- « Der Einfluß geistiger Strömungen auf die politische Geschichte Persiens », Zeitschrift der Deutschen Morgenländischen Gesellschaft, vol. 76,‎ 1922, p. 101-125 (lire en ligne)
- Persien in Wort und Bild, 1925
- « Zur Textfrage der Vierzeiler Omar's des Zeltmachers (Ruba'iat-i-'Umar-i-Khayyam) », Zeitschrift der Deutschen Morgenländischen Gesellschaft, vol. 80,‎ 1926, p. 285-313 (lire en ligne)
- Oriental Memories, London, Methuen, 1930
- Aus einem diplomatischen Wanderleben, I. Auswärtiges Amt - Marokko, Wiesbaden, Limes Verlag, 1931
- Aus einem diplomatischen Wanderleben, II. Bukarest - Lissabon ; 1910-1916, Wiesbaden, Limes Verlag, 1932
- Aus einem diplomatischen Wanderleben, III./IV., Aus dem Nachlaß hrsg. u. eingel. v. Herbert Müller-Werth, Wiesbaden, Limes Verlag, 1959